# Pharnaces I của Pontos

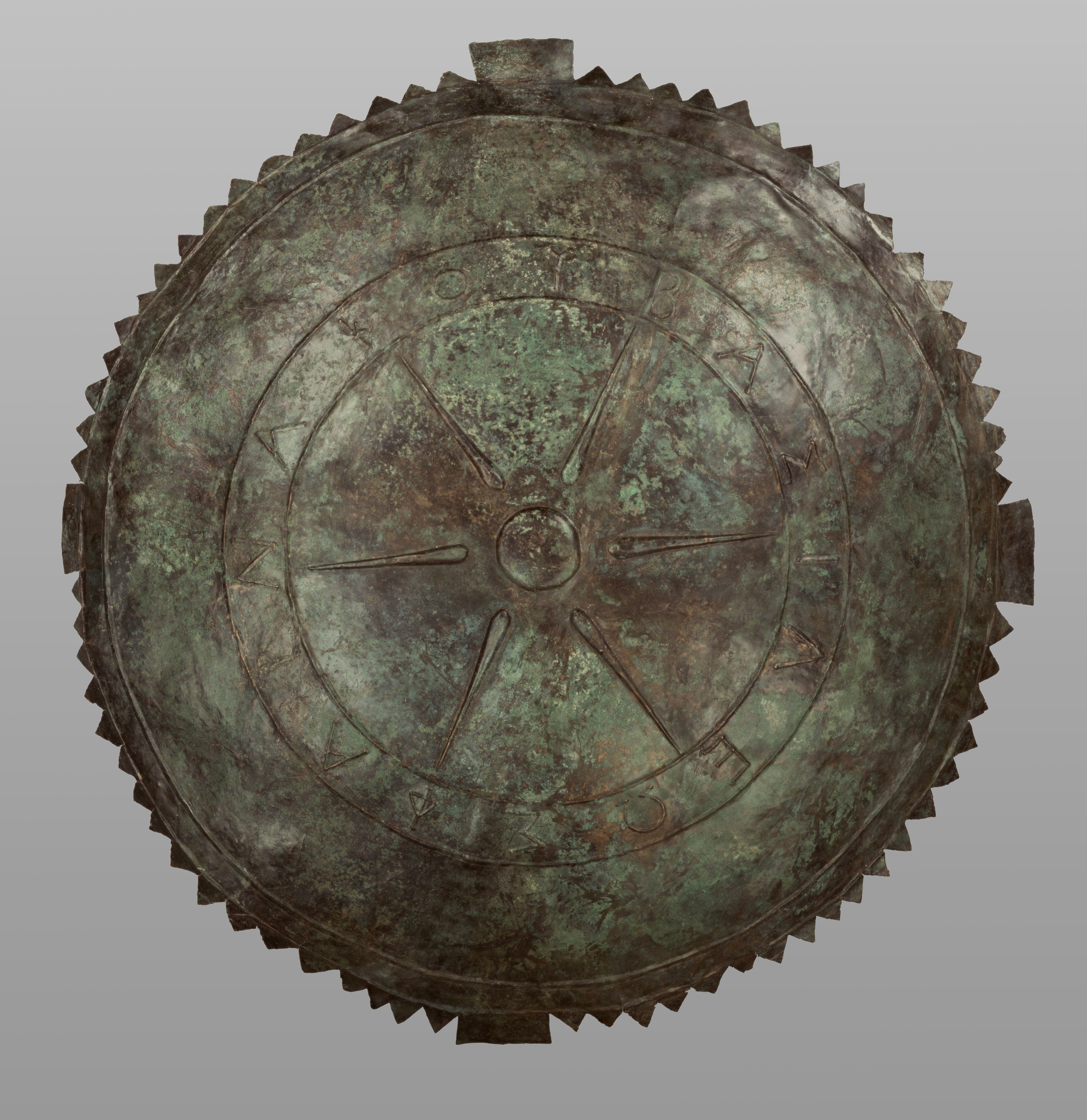
Khiên đồng có tên của vuaPharnakes, Getty Villa (80.AC.60)

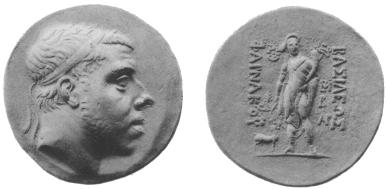
Đồng tiền có hình Pharnaces I. Dòng chữ Hy Lạp viết "ΒΑΣΙΛΕΩΣ ΦΑΡΝΑΚΟΥ", nghĩa là "của vua Pharnaces".

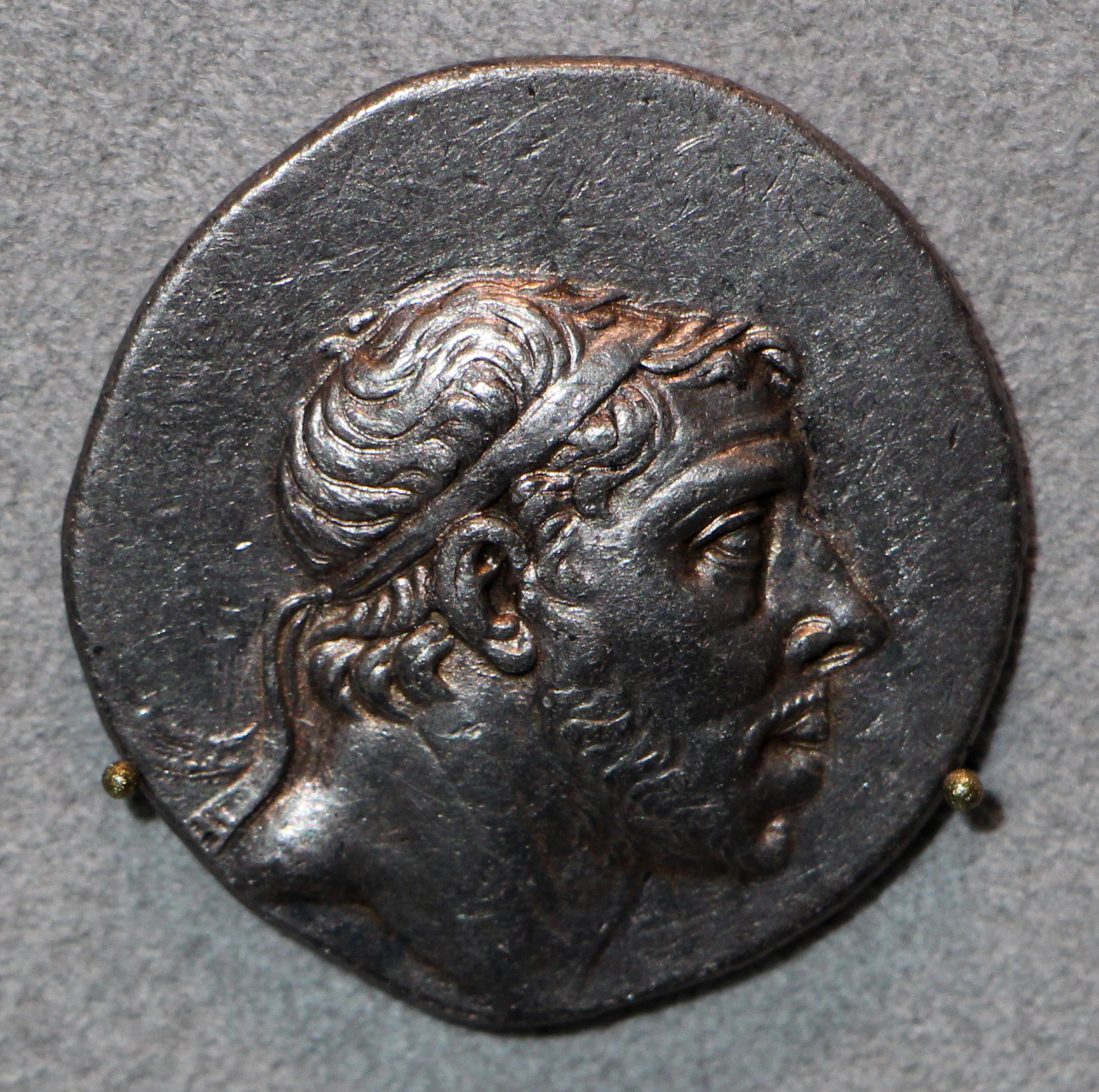
Tetradrachm of Pharnaces I of Pontus

Pharnaces I (chữ Hy Lạp: Φαρνάκης; 185? TCN - 169 TCN) là vị vua thứ năm của vương quốc Pontus. Ông kế vị ngôi vua của cha mình là vua Mithridates III. Ngày tháng lên ngôi của ông chưa được xác đụnh rõ nhưng ít nhất phải trước năm 183 TCN, vì đó là năm ông thành công trong việc chinh phục thành phố quan trọng Sinope, nơi từ lâu đã trở thành một vấn đề cho tham vọng bành trướng của các vị vua Pontus.
Sau cuộc chinh phục này, người Rhode đã gửi một sứ thần đến Roma để khiếu nại về sự xâm lăng này nhưng không có kết quả. Cũng vào thời gian này, Pharnaces đã tham gia vào một cuộc tranh chấp với người hàng xóm là Eumenes II, vua của Pergamon, dẫn đến việc cả hai liên tục gửi sứ thần đến Rome, cũng như một phần của sự tranh giành ủng hộ của Rome. Nhưng trong mùa xuân của năm 181 TCN, không cần phải chờ đợi để trở về của người sứ thần của mình, Pharnaces đã tấn công cả Eumenes II và Ariarathes IV, xâm lược Galatia với một lực lượng lớn. Eumenes nhanh chóng tổ chức đối đầu với ông bằng lực lượng quân sự, nhưng cuộc chiến đã sớm bị trì hoãn bởi sự có mặt của một thành viên của viện nguyên lão La Mã, người được bổ nhiệm để giải quyết các tranh chấp.Một cuộc đàm phán đã được tổ chức ở Pergamon nhưng không đi đến kết quả.các yêu cầu của Pharnaces bị từ chối bởi người La mã cho đó là không hợp lý,và hậu quả là chiến tranh tiếp tục.Chiến tảnh tiếp tục cùng với nhiều lần gián đoạn cho tới mùa hè năm 179 TCn khi mà Pharnaces cảm thấy không thể đối phó được với lực lượng của cả Eumenes và Ariarathes, bị buộc phải lập lại hòa bình bằng việc từ bỏ các vùng đất mà ông đã chinh phục được ở Galatia và Paphlagonia, ngoại trừ Sinope.Khoảng thời gian ông tiếp tục trì vì sau đó thì chúng ta không biết được.Từ một văn bản ngẫu nhiên rằng ông vẫn tại vị trên ngai vàng vào năm 170 TCN,trong khi ông thực sự mất vào năm 154 TCN.Khi mà em trai ông Mithridates IV được đề cập là vua.Polybius miêu tả ông là một con người kiêu ngạo và tàn bạo khác hẳn so với ý kiến của những người đối lập là Eumenes và người La mã.